# El Clásico
El Clásico (in het Spaans) of El Clàssic (in het Catalaans; in het Nederlands: De Klassieker) is de benaming voor de wedstrijd tussen de voetbalclubs FC Barcelona en Real Madrid, de twee grootste en succesvolste voetbalclubs ooit. Deze wedstrijd geldt ook als de grootste voetbalklassieker van Spanje en ter wereld. Dat komt grotendeels door de politieke achtergrond van de wedstrijd, waarbij FC Barcelona gezien wordt als symbool van het Catalaans nationalisme en Real Madrid als symbool van de centrale Spaanse overheid, dit maakt het de grootste rivaliteit in het voetbal ooit.

## Geschiedenis
De eerste wedstrijd tussen FC Barcelona en Real Madrid (destijds nog Madrid CF) werd op 13 mei 1902 gespeeld ter gelegenheid van de kroning van Alfonso XIII, een vriendelijk, on-officieel toernooi. FC Barcelona won deze wedstrijd met 3-1
In tegenstelling tot een derby, is El Clasico geen wedstrijd tussen rivaliserende clubs uit dezelfde stad of streek, maar een geladen duel met een historische politieke achtergrond. Barcelona is de hoofdstad van Catalonië, waarvan veel inwoners geen band met Spanje voelen. Madrid is de hoofdstad van Spanje en de Madrilenen zien Catalonië als deel van Spanje. Jarenlang werd de Catalaanse cultuur en identiteit door het Madrileens gezag onderdrukt, eerst door Miguel Primo de Rivera in de jaren twintig en daarna door Francisco Franco tot 1975. Scheidsrechters leken, al dan niet op bevel van hogerhand, Real Madrid stelselmatig te bevoordelen. Dat werd dan door de Barça-aanhang beantwoord met een spreekkoor: "Así, así, así gana el Madrid" (zo, zo, zo wint Madrid).
Overigens was het Franco-regime in eerste instantie niet op de hand van Real Madrid. Tijdens de Spaanse Burgeroorlog werd clubpresident Rafael Sánchez Guerra, een vooraanstaande Republikein, gevangengenomen en gemarteld. Bovendien werd een vicepresident van Real Madrid vermoord. Toen Real Madrid het toernooi om de Europa Cup I begon te domineren greep Franco de kans zich op te trekken aan de internationale populariteit van de club. De vereenzelviging van Franco met Real Madrid deed de verhouding tussen Real en FC Barcelona geen goed, hoewel de leden van Real Madrid lang niet altijd blij waren met de bemoeienissen van Franco.
Het was echter Real-voorzitter Santiago Bernabéu Yeste die in 1968 het vuurtje tussen beide clubs nog eens verder opstookte. In juli 1968 stonden de aartsrivalen in Madrid tegenover elkaar voor de finale van de Copa del Generalísimo. Deze finale zou de bijnaam De Finale van de Flessen krijgen:  FC Barcelona won met 0-1, waarop de ultras van Real Madrid reageerden door glazen flessen naar de spelers van FC Barcelona te gaan gooien. Toen FC Barcelona-president Narcís de Carreras zijn ambtgenoot Bernabéu vroeg naar zijn mening over het gedrag van zijn supporters, deed deze enkele controversiële uitspraken als "Catalonië is prachtig, alleen jammer dat de Catalanen daar wonen" en "Xavier Bosch is een aardige kerel" (Xavier Bosch was lid van Franco's geheime dienst en hij had vele moorden op zijn geweten, waaronder de dood van FC Barcelona-preses Josep Sunyol). Voor de Madrileense aanhang is deze finale bekend als "Rigo, campeón", omwille van de dubieuze leiding van deze Mallorcaanse scheidsrechter in de halvefinalewedstrijden tussen Atlético Madrid en FC Barcelona. Toen in de finale Real Madrid een strafschop onthouden werd, gingen de poppen aan het dansen.
Hoewel de supporters van Real Madrid over het algemeen uiterst vijandig zijn richting de spelers van FC Barcelona, kunnen ze de sterspelers van hun aartsrivaal van tijd tot tijd ook waarderen. Zowel Diego Maradona in 1985, Ronaldinho in 2005 als Andres Iniesta in 2016 kregen een staande ovatie in Estadio Santiago Bernabéu na hun uitstekende spel tijdens de wedstrijd.
Een van de opvallendste figuren in de El Clásico de laatste jaren was de Portugees Luís Figo. De aanvallende middenvelder groeide tussen 1995 en 2000 bij FC Barcelona uit tot een publiekslieveling en een van de sterspelers. In 2000 maakte Figo echter de overstap naar Real Madrid, na een conflict met de clubleiding van FC Barcelona. Tijdens zijn eerste terugkeer in oktober 2000 kreeg Figo vooral een hels fluitconcert te verduren. De Superclásico van het seizoen 2001/2002 in Camp Nou miste Figo door een blessure, maar in 2003 kreeg hij het opnieuw zwaar te verduren. Ditmaal bekogelden de culés hem met onder andere frisdrankflesjes, mobiele telefoons en muntjes en er zou zelfs een varkenskop gegooid zijn. Sluiting van Camp Nou voor meerdere wedstrijden dreigde wegens dit ongepaste gedrag van de culés, maar uiteindelijk zou FC Barcelona deze straf ontlopen. Figo's bezoek aan Camp Nou in het seizoen 2003/2004 verliep vervolgens zonder grote incidenten. Op zondag 3 maart 2019 kwam FC Barcelona overeen met het evenwicht sinds de jaren 1930, dat wil zeggen 95 keer winst voor Barcelona versus 95 keer winst voor Real Madrid.

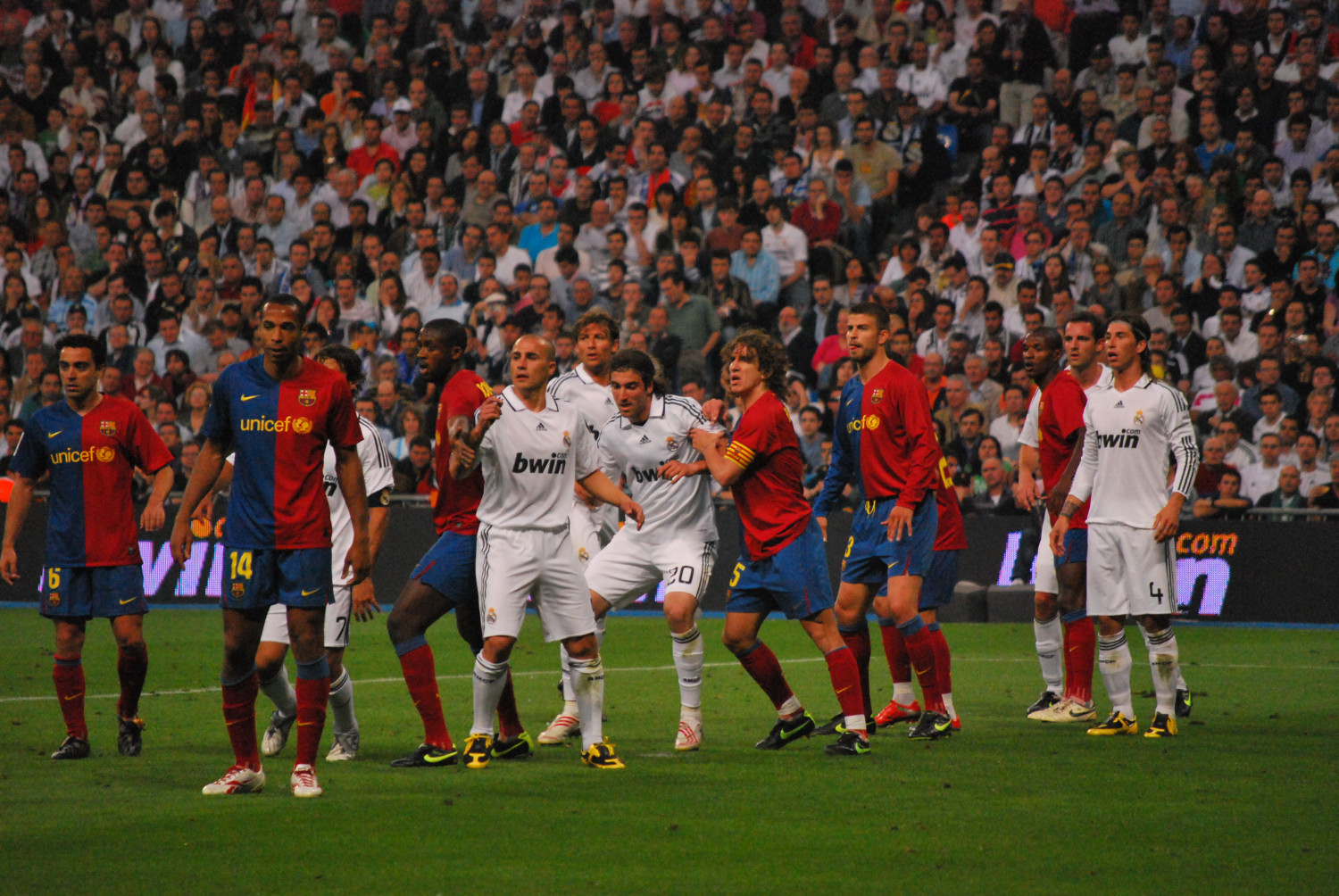
El Clásico op een van de laatste speeldagen in seizoen 2008-2009, FC Barcelona won met 6-2 van Real Madrid.

## Snelste doelpunt
Het snelste doelpunt werd gemaakt door Karim Benzema namens Real Madrid op 11 december 2011 toen hij na 21 seconden scoorde. FC Barcelona won uiteindelijk alsnog met 1-3.

## Grootste overwinningen
De grootste overwinning van Real Madrid in de Derby van het Heelal is de 11-1 in de halve finale om de Copa del Generalisimo van 1943. In 1950 volgde de grootste overwinning van FC Barcelona in de derby: 7-2, met een hattrick van de Argentijn Mateo Nicolau. Grote overwinningen waren er ook in 1975, 1994 en 2010 voor Barça. Alle drie de keren werd Real met 5-0 verslagen, in 1974 zelfs in het eigen Estadio Santiago Bernabéu door een uitblinkende Johan Cruijff. Real Madrid revancheerde zich al snel voor de afgang in 1994. Een jaar later won de club in eigen huis de Superclásico eveneens met 5-0. De Chileen Iván Zamorano maakte net als de Braziliaan Romário een jaar eerder een hattrick. De wedstrijd was bovendien de ultieme revanche van de Deen Michael Laudrup, die in 1994 FC Barcelona moest verlaten van trainer Cruijff en voor Real Madrid koos. Aan het begin van de eenentwintigste eeuw won FC Barcelona tweemaal met ruime cijfers in het Estadio Santiago Bernabéu. In 2005 werd het 0-3 door doelpunten van Samuel Eto'o en Ronaldinho (2x), en in mei 2009 werd het 2-6 met doelpunten van Thierry Henry (2x), Lionel Messi (2x), Carles Puyol en Piqué voor FC Barcelona en van Sergio Ramos en Gonzalo Higuaín voor Real Madrid. In november 2010 won FC Barcelona El Clásico. In Camp Nou werd het 5-0 door doelpunten van Xavi, Pedro, Villa (2×) en Jeffrén. Vijf jaar later (21 november 2015) won FC Barcelona met 0-4 in het Estadio Santiago Bernabéu, de scorende spelers waren Suárez (2×), Neymar en Iniesta. In 2018 won Barcelona met 5-1, Luis Suárez maakte een hattrick. Op 5 april 2023 won Real Madrid met 0-4 in Camp Nou in de halve finale van de Copa del Rey. Karim Benzema maakte een hattrick.

## Europees niveau
Viermaal werd El Clásico op Europees niveau gespeeld:
- In het seizoen 1959/60 schakelde Real Madrid in de halve finale FC Barcelona uit in de Europacup I. Zowel in Madrid als in Barcelona won Real met 3-1. Real won dat seizoen de beker door in de finale met 7-3 van Eintracht Frankfurt te winnen.
- In het seizoen 1960/61 schakelde FC Barcelona als eerste team Real Madrid uit in de Europa Cup I. In Madrid werd het 2-2, in Barcelona 2-1. Barça verloor uiteindelijk de finale van Benfica met 3-2.
- In het seizoen 2001/02 schakelde Real Madrid in de halve finales van de Champions League FC Barcelona uit. In Barcelona werd het 0-2, in Madrid 1-1. Real won uiteindelijk in de finale met 2-1 van Bayer Leverkusen.
- In het seizoen 2010/2011 troffen de beide teams elkaar in de halve finales van de Champions League. In Madrid werd het 0-2, in Barcelona werd het 1-1. FC Barcelona won uiteindelijk in de finale met 3-1 van Manchester United.

## El Clásico sinds 1989/90
| Seizoen | Competitie                    | Thuisploeg   | Uitploeg     | Score | Doelpuntenmakers FC Barcelona                                    | Doelpuntenmakers Real Madrid                                       |
| ------- | ----------------------------- | ------------ | ------------ | ----- | ---------------------------------------------------------------- | ------------------------------------------------------------------ |
| 1989/90 | Primera División              | FC Barcelona | Real Madrid  | 3-1   | Julio Salinas, Ronald Koeman (2)                                 | Hugo Sánchez (P)                                                   |
| 1989/90 | Primera División              | Real Madrid  | FC Barcelona | 3-2   | Julio Salinas (2)                                                | Míchel, Emilio Butragueño, Hugo Sánchez (P)                        |
| 1989/90 | Finale Copa del Rey           | FC Barcelona | Real Madrid  | 2-0   | Guillermo Amor, Julio Salinas                                    |                                                                    |
| 1990/91 | Primera División              | FC Barcelona | Real Madrid  | 2-1   | Michael Laudrup, Predrag Spasić (e.d.)                           | Emilio Butragueño                                                  |
| 1990/91 | Vriendschappelijk             | Real Madrid  | FC Barcelona | 3-1   | Andoni Goikoetxea                                                | Emilio Butragueño, Hierro, Francisco Villarroya                    |
| 1990/91 | Primera División              | Real Madrid  | FC Barcelona | 1-0   |                                                                  | Adolfo Aldana                                                      |
| 1991/92 | Vriendschappelijk             | FC Barcelona | Real Madrid  | 1-1   | Miguel Ángel Nadal                                               | Adolfo Aldana                                                      |
| 1991/92 | Primera División              | Real Madrid  | FC Barcelona | 1-1   | Ronald Koeman (P)                                                | Robert Prosinečki                                                  |
| 1991/92 | Primera División              | FC Barcelona | Real Madrid  | 1-1   | Ronald Koeman                                                    | Fernando Hierro                                                    |
| 1992/93 | Primera División              | FC Barcelona | Real Madrid  | 2-1   | José Bakero, Hristo Stoitchkov                                   | Míchel (P)                                                         |
| 1992/93 | Primera División              | Real Madrid  | FC Barcelona | 2-1   | Guillermo Amor                                                   | Iván Zamorano, Míchel (P)                                          |
| 1993/94 | Primera División              | FC Barcelona | Real Madrid  | 5-0   | Romário (3), Ronald Koeman, Iván Iglesias                        |                                                                    |
| 1993/94 | Primera División              | Real Madrid  | FC Barcelona | 0-1   | Guillermo Amor                                                   |                                                                    |
| 1994/95 | Primera División              | Real Madrid  | FC Barcelona | 5-0   |                                                                  | Iván Zamorano (3), Luis Enrique, José Amavisca                     |
| 1994/95 | Primera División              | FC Barcelona | Real Madrid  | 1-0   | Miguel Ángel Nadal                                               |                                                                    |
| 1995/96 | Primera División              | FC Barcelona | Real Madrid  | 3-0   | Meho Kodro (2), Luís Figo                                        |                                                                    |
| 1995/96 | Primera División              | Real Madrid  | FC Barcelona | 1-1   | Roger García                                                     | Raúl González                                                      |
| 1996/97 | Primera División              | FC Barcelona | Real Madrid  | 1-0   | Ronaldo                                                          |                                                                    |
| 1996/97 | Primera División              | Real Madrid  | FC Barcelona | 2-0   |                                                                  | Davor Šuker, Predrag Mijatović                                     |
| 1996/97 | Copa del Rey                  | FC Barcelona | Real Madrid  | 3-2   | Ronaldo, Giovanni, Miguel Ángel Nadal                            | Davor Šuker, Hierro                                                |
| 1996/97 | Copa del Rey                  | Real Madrid  | FC Barcelona | 1-1   | Roberto Carlos (e.d.)                                            | Davor Šuker                                                        |
| 1997/98 | Supercopa de España           | FC Barcelona | Real Madrid  | 2-1   | Miguel Ángel Nadal, Giovanni                                     | Raúl González                                                      |
| 1997/98 | Supercopa de España           | Real Madrid  | FC Barcelona | 4-1   | Giovanni                                                         | Raúl González (2), Predrag Mijatović, Clarence Seedorf             |
| 1997/98 | Primera División              | FC Barcelona | Real Madrid  | 3-0   | Sonny Anderson, Giovanni, Luís Figo                              |                                                                    |
| 1997/98 | Primera División              | Real Madrid  | FC Barcelona | 2-3   | Rivaldo, Luis Enrique, Giovanni                                  | Raúl González, Davor Šuker                                         |
| 1998/99 | Primera División              | FC Barcelona | Real Madrid  | 3-0   | Luis Enrique (2), Rivaldo                                        |                                                                    |
| 1998/99 | Primera División              | Real Madrid  | FC Barcelona | 2-2   | Patrick Kluivert, Sonny Anderson                                 | Raúl González (2)                                                  |
| 1999/00 | Primera División              | FC Barcelona | Real Madrid  | 2-2   | Rivaldo, Luís Figo                                               | Raúl González (2)                                                  |
| 1999/00 | Primera División              | Real Madrid  | FC Barcelona | 3-0   |                                                                  | Roberto Carlos, Nicolas Anelka, Fernando Morientes                 |
| 2000/01 | Primera División              | FC Barcelona | Real Madrid  | 2-0   | Simão Sabrosa, Luis Enrique                                      |                                                                    |
| 2000/01 | Primera División              | Real Madrid  | FC Barcelona | 2-2   | Rivaldo (2)                                                      | Raúl González (2)                                                  |
| 2001/02 | Primera División              | FC Barcelona | Real Madrid  | 1-1   | Xavi Hernández                                                   | Zinédine Zidane                                                    |
| 2001/02 | Primera División              | Real Madrid  | FC Barcelona | 2-0   |                                                                  | Fernando Morientes, Luís Figo                                      |
| 2001/02 | Halve finale Champions League | FC Barcelona | Real Madrid  | 0-2   |                                                                  | Zinédine Zidane, Steve McManaman                                   |
| 2001/02 | Halve finale Champions League | Real Madrid  | FC Barcelona | 1-1   | Iván Helguera (e.d.)                                             | Raúl González                                                      |
| 2002/03 | Primera División              | FC Barcelona | Real Madrid  | 0-0   |                                                                  |                                                                    |
| 2002/03 | Primera División              | Real Madrid  | FC Barcelona | 1-1   | Luis Enrique                                                     | Ronaldo                                                            |
| 2003/04 | Primera División              | FC Barcelona | Real Madrid  | 1-2   | Patrick Kluivert                                                 | Roberto Carlos, Ronaldo                                            |
| 2003/04 | Primera División              | Real Madrid  | FC Barcelona | 1-2   | Patrick Kluivert, Xavi Hernández                                 | Santiago Solari                                                    |
| 2004/05 | Primera División              | FC Barcelona | Real Madrid  | 3-0   | Samuel Eto'o, Ronaldinho, Giovanni van Bronckhorst               |                                                                    |
| 2004/05 | Primera División              | Real Madrid  | FC Barcelona | 4-2   | Samuel Eto'o, Ronaldinho                                         | Zinédine Zidane, Ronaldo, Raúl González, Michael Owen              |
| 2005/06 | Primera División              | FC Barcelona | Real Madrid  | 1-1   | Ronaldinho                                                       | Ronaldo                                                            |
| 2005/06 | Primera División              | Real Madrid  | FC Barcelona | 0-3   | Ronaldinho (2), Samuel Eto'o                                     |                                                                    |
| 2006/07 | Primera División              | FC Barcelona | Real Madrid  | 3-3   | Lionel Messi (3)                                                 | Ruud van Nistelrooij (2), Sergio Ramos                             |
| 2006/07 | Primera División              | Real Madrid  | FC Barcelona | 2-0   |                                                                  | Raúl González, Ruud van Nistelrooij                                |
| 2007/08 | Primera División              | FC Barcelona | Real Madrid  | 0-1   |                                                                  | Júlio Baptista                                                     |
| 2007/08 | Primera División              | Real Madrid  | FC Barcelona | 4-1   | Thierry Henry                                                    | Raúl González, Arjen Robben, Gonzalo Higuaín, Ruud van Nistelrooij |
| 2008/09 | Primera División              | FC Barcelona | Real Madrid  | 2-0   | Samuel Eto'o, Lionel Messi                                       |                                                                    |
| 2008/09 | Primera División              | Real Madrid  | FC Barcelona | 2-6   | Thierry Henry (2), Lionel Messi (2), Carles Puyol, Gerard Piqué  | Gonzalo Higuaín, Sergio Ramos                                      |
| 2009/10 | Primera División              | FC Barcelona | Real Madrid  | 1-0   | Zlatan Ibrahimović                                               |                                                                    |
| 2009/10 | Primera División              | Real Madrid  | FC Barcelona | 0-2   | Lionel Messi, Pedro Rodríguez                                    |                                                                    |
| 2010/11 | Primera División              | FC Barcelona | Real Madrid  | 5-0   | David Villa (2), Xavi Hernández, Pedro Rodríguez, Jeffrén Suárez |                                                                    |
| 2010/11 | Primera División              | Real Madrid  | FC Barcelona | 1-1   | Lionel Messi (P)                                                 | Cristiano Ronaldo (P)                                              |
| 2010/11 | Finale Copa del Rey           | FC Barcelona | Real Madrid  | 0-1   |                                                                  | Cristiano Ronaldo (2e verlenging)                                  |
| 2010/11 | Halve finale Champions League | Real Madrid  | FC Barcelona | 0-2   | Lionel Messi (2)                                                 |                                                                    |
| 2010/11 | Halve finale Champions League | FC Barcelona | Real Madrid  | 1-1   | Pedro                                                            | Marcelo                                                            |
| 2011/12 | Supercopa de España           | Real Madrid  | FC Barcelona | 2-2   | David Villa, Lionel Messi                                        | Mesut Özil, Xabi Alonso                                            |
| 2011/12 | Supercopa de España           | FC Barcelona | Real Madrid  | 3-2   | Andrés Iniesta, Lionel Messi (2)                                 | Cristiano Ronaldo, Karim Benzema                                   |
| 2011/12 | Primera División              | Real Madrid  | FC Barcelona | 1-3   | Alexis Sánchez, Xavi Hernández, Cesc Fàbregas                    | Karim Benzema                                                      |
| 2011/12 | Copa del Rey                  | Real Madrid  | FC Barcelona | 1-2   | Carles Puyol, Éric Abidal                                        | Cristiano Ronaldo                                                  |
| 2011/12 | Copa del Rey                  | FC Barcelona | Real Madrid  | 2-2   | Pedro, Dani Alves                                                | Cristiano Ronaldo, Karim Benzema                                   |
| 2011/12 | Primera División              | FC Barcelona | Real Madrid  | 1-2   | Alexis Sánchez                                                   | Sami Khedira, Cristiano Ronaldo                                    |
| 2012/13 | Supercopa de España           | FC Barcelona | Real Madrid  | 3-2   | Pedro, Lionel Messi (P), Xavi Hernández                          | Cristiano Ronaldo, Ángel Di María                                  |
| 2012/13 | Supercopa de España           | Real Madrid  | FC Barcelona | 2-1   | Lionel Messi                                                     | Gonzalo Higuain, Cristiano Ronaldo                                 |
| 2012/13 | Primera División              | FC Barcelona | Real Madrid  | 2-2   | Lionel Messi (2)                                                 | Cristiano Ronaldo (2)                                              |
| 2012/13 | Copa del Rey                  | Real Madrid  | FC Barcelona | 1-1   | Cesc Fàbregas                                                    | Raphaël Varane                                                     |
| 2012/13 | Copa del Rey                  | FC Barcelona | Real Madrid  | 1-3   | Jordi Alba                                                       | Cristiano Ronaldo (1+P), Raphaël Varane                            |
| 2012/13 | Primera División              | Real Madrid  | FC Barcelona | 2-1   | Lionel Messi                                                     | Karim Benzema, Sergio Ramos                                        |
| 2013/14 | Primera División              | FC Barcelona | Real Madrid  | 2-1   | Neymar, Sanchez                                                  | Jesé                                                               |
| 2013/14 | Primera División              | Real Madrid  | FC Barcelona | 3-4   | Andrés Iniesta, Lionel Messi (3)                                 | Karim Benzema (2), Cristiano Ronaldo                               |
| 2013/14 | Finale Copa del Rey           | FC Barcelona | Real Madrid  | 1-2   | Marc Bartra                                                      | Angel di Maria, Gareth Bale                                        |
| 2014/15 | Primera Division              | Real Madrid  | FC Barcelona | 3-1   | Neymar                                                           | Cristiano Ronaldo, Pepe, Karim Benzema                             |
| 2014/15 | Primera Division              | FC Barcelona | Real Madrid  | 2-1   | Jérémy Mathieu, Luis Suárez                                      | Cristiano Ronaldo                                                  |
| 2015/16 | Primera Division              | Real Madrid  | FC Barcelona | 0-4   | Luis Suárez (2), Neymar, Andres Iniesta                          |                                                                    |
| 2015/16 | Primera Division              | FC Barcelona | Real Madrid  | 1-2   | Gerard Piqué                                                     | Karim Benzema, Cristiano Ronaldo                                   |
| 2016/17 | Primera Division              | FC Barcelona | Real Madrid  | 1-1   | Luis Suárez                                                      | Sergio Ramos                                                       |
| 2016/17 | Primera Division              | Real Madrid  | FC Barcelona | 2-3   | Lionel Messi (2), Ivan Rakitic                                   | Casemiro, James Rodriguez                                          |
| 2017/18 | International Champions Cup   | Real Madrid  | FC Barcelona | 2-3   | Lionel Messi, Gerard Piqué, Ivan Rakitic                         | Marco Asensio, Mateo Kovačić                                       |
| 2017/18 | Supercopa de España           | FC Barcelona | Real Madrid  | 1-3   | Lionel Messi                                                     | Gerard Piqué (e.d.), Cristiano Ronaldo, Marco Asensio              |
| 2017/18 | Supercopa de España           | Real Madrid  | FC Barcelona | 2-0   |                                                                  | Marco Asensio, Karim Benzema                                       |
| 2017/18 | Primera Division              | Real Madrid  | FC Barcelona | 0-3   | Luis Suárez, Lionel Messi, Aleix Vidal                           |                                                                    |
| 2017/18 | Primera Division              | FC Barcelona | Real Madrid  | 2-2   | Luis Suárez, Lionel Messi                                        | Cristiano Ronaldo, Gareth Bale                                     |
| 2018/19 | Primera Division              | FC Barcelona | Real Madrid  | 5-1   | Philippe Coutinho, Luis Suárez (3), Arturo Vidal                 | Marcelo                                                            |
| 2018/19 | Copa del Rey                  | FC Barcelona | Real Madrid  | 1-1   | Malcom                                                           | Lucas Vázquez                                                      |
| 2018/19 | Copa del Rey                  | Real Madrid  | FC Barcelona | 0-3   | Luis Suárez (2), Raphaël Varane (e.d.)                           |                                                                    |
| 2018/19 | Primera Division              | Real Madrid  | FC Barcelona | 0-1   | Rakitić                                                          |                                                                    |
| 2019/20 | Primera Division              | FC Barcelona | Real Madrid  | 0-0   |                                                                  |                                                                    |
| 2019/20 | Primera Division              | Real Madrid  | FC Barcelona | 2-0   |                                                                  | Vinícius Júnior, Mariano Díaz                                      |
| 2020/21 | Primera Division              | FC Barcelona | Real Madrid  | 1-3   | Ansu Fati                                                        | Federico Valverde, Sergio Ramos, Luka Modrić                       |
| 2020/21 | Primera Division              | Real Madrid  | FC Barcelona | 2-1   | Óscar Mingueza                                                   | Karim Benzema, Toni Kroos                                          |
| 2021/22 | Primera Division              | FC Barcelona | Real Madrid  | 1-2   | Sergio Agüero                                                    | David Alaba, Lucas Vázquez                                         |
| 2021/22 | Supercopa de España           | FC Barcelona | Real Madrid  | 2-3   | Luuk de Jong, Ansu Fati                                          | Vinícius Júnior, Karim Benzema, Federico Valverde                  |
| 2021/22 | Primera Division              | Real Madrid  | FC Barcelona | 0-4   | Pierre-Emerick Aubameyang (2), Ronald Araújo, Ferran Torres      |                                                                    |
| 2022/23 | Primera Division              | Real Madrid  | FC Barcelona | 3-1   | Ferran Torres                                                    | Karim Benzema, Federico Valverde, Rodrygo                          |
| 2022/23 | Supercopa de España           | Real Madrid  | FC Barcelona | 1-3   | Gavi, Lewandowski, Pedri                                         | Karim Benzema                                                      |
| 2022/23 | Copa del Rey                  | Real Madrid  | FC Barcelona | 0-1   | Éder Militão (e.d.)                                              |                                                                    |
| 2022/23 | Primera Division              | FC Barcelona | Real Madrid  | 2-1   | Sergi Roberto, Franck Kessié                                     | Ronald Araújo (e.d.)                                               |
| 2022/23 | Copa del Rey                  | FC Barcelona | Real Madrid  | 0-4   |                                                                  | Vinícius Júnior, Karim Benzema (3)                                 |
| 2023/24 | International Champions Cup   | FC Barcelona | Real Madrid  | 3-0   | Ousmane Dembélé, Fermín López, Ferran Torres                     |                                                                    |
| 2023/24 | Primera Division              | FC Barcelona | Real Madrid  | 1-2   | İlkay Gündoğan                                                   | Jude Bellingham (2)                                                |
| 2023/24 | Supercopa de España           | Real Madrid  | FC Barcelona | 4-1   | Robert Lewandowski                                               | Vinícius Júnior (3), Rodrygo                                       |
| 2023/24 | Primera Division              | Real Madrid  | FC Barcelona | 3-2   | Andreas Christensen, Fermín López                                | Vinícius Júnior, Lucas Vázquez, Jude Bellingham                    |
| 2024/25 | International Champions Cup   | FC Barcelona | Real Madrid  | 2-1   | Pau Víctor (2)                                                   | Nico Paz                                                           |
| 2024/25 | Primera Division              | Real Madrid  | FC Barcelona | 0-4   | Robert Lewandowski (2), Lamine Yamal, Raphinha                   |                                                                    |
| 2024/25 | Supercopa de España           | Real Madrid  | FC Barcelona | 2-5   | Lamine Yamal, Robert Lewandowski, Raphinha (2), Alejandro Baldé  | Kylian Mbappé, Rodrygo                                             |
| 2024/25 | Finale Copa del Rey           | FC Barcelona | Real Madrid  | 3-2   | Pedri, Ferran Torres, Jules Koundé                               | Kylian Mbappé, Aurélien Tchouaméni                                 |
| 2024/25 | Primera Division              | FC Barcelona | Real Madrid  | 4-3   | Eric García, Lamine Yamal, Raphinha (2)                          | Kylian Mbappé (3)                                                  |

| Totaal wedstrijden sinds 1989 | 95 | Camp Nou | Bernabéu | Neutraal |
| ----------------------------- | -- | -------- | -------- | -------- |
| Barçelona winst               | 41 | 21       | 15       | 5        |
| Real Madrid winst             | 31 | 10       | 19       | 3        |
| Gelijkspel                    | 23 | 13       | 10       |          |

| Totaal goals sinds 1989 | 272 |
| ----------------------- | --- |
| Barçelona               | 151 |
| Real Madrid             | 126 |

Bijgewerkt t/m 11 april 2011.

## Totaal Record
| Competitie       | Totaal | FC Barcelona | x  | Real Madrid |
| ---------------- | ------ | ------------ | -- | ----------- |
| Primera Division | 186    | 74           | 35 | 77          |
| Copa del Rey     | 38     | 17           | 8  | 13          |
| Copa de la Liga  | 6      | 2            | 3  | 1           |
| Champions League | 4      | 1            | 2  | 1           |
| European Cup     | 4      | 1            | 1  | 2           |
| Overige matchen  | 17     | 6            | 2  | 9           |
| Totaal           | 255    | 101          | 51 | 103         |

Bijgewerkt t/m 29 juli 2023.

## Meeste wedstrijden
Enkel de spelers die 40 of meer wedstrijden hebben gespeeld staan in de tabel. Spelers nog actief in La Liga zijn gemarkeerd.
| Rank | Nationaliteit | Speler          | Club         | Totaal |
| ---- | ------------- | --------------- | ------------ | ------ |
| 1    | ESP           | Sergio Busquets | FC Barcelona | 48     |
| 2    | FRA           | Karim Benzema   | Real Madrid  | 46     |
| 3    | ARG           | Lionel Messi    | FC Barcelona | 45     |
| 3    | ESP           | Sergio Ramos    | Real Madrid  | 45     |
| 4    | ESP           | Francisco Gento | Real Madrid  | 42     |
| 4    | ESP           | Manuel Sanchís  | Real Madrid  | 42     |
| 4    | ESP           | Xavi            | FC Barcelona | 42     |

Bijgewerkt t/m 5 april 2023.

## All-time top scorers
Enkel de spelers die 6 of meer doelpunten hebben gescoord staan in de tabel. Spelers nog actief in La Liga zijn gemarkeerd.
| Rank | Nationaliteit | Speler             | Club                       | League | Cup | Super Cup | League Cup | Europa | Totaal |
| ---- | ------------- | ------------------ | -------------------------- | ------ | --- | --------- | ---------- | ------ | ------ |
| 1    | ARG           | Lionel Messi       | FC Barcelona               | 18     |     | 6         |            | 2      | 26     |
| 2    | ARG           | Alfredo Di Stéfano | Real Madrid                | 14     | 2   |           |            | 2      | 18     |
| 2    | POR           | Cristiano Ronaldo  | Real Madrid                | 9      | 5   | 4         |            |        | 18     |
| 4    | FRA           | Karim Benzema      | Real Madrid                | 8      | 4   | 4         |            |        | 16     |
| 5    | ESP           | Raúl               | Real Madrid                | 11     |     | 3         |            | 1      | 15     |
| 6    | ESP           | César Rodríguez    | FC Barcelona               | 12     | 2   |           |            |        | 14     |
| 6    | ESP           | Francisco Gento    | Real Madrid                | 10     | 2   |           |            | 2      | 14     |
| 6    | HUN           | Ferenc Puskás      | Real Madrid                | 9      | 2   |           |            | 3      | 14     |
| 9    | ESP           | Santillana         | Real Madrid                | 9      | 2   |           | 1          |        | 12     |
| 10   | URU           | Luis Suárez        | FC Barcelona               | 9      | 2   |           |            |        | 11     |
| 11   | MEX           | Hugo Sánchez       | Real Madrid                | 8      |     | 2         |            |        | 10     |
| 11   | ESP           | Juanito            | Real Madrid                | 8      |     |           | 2          |        | 10     |
| 13   | ESP           | Estanislao Basora  | FC Barcelona               | 8      | 1   |           |            |        | 9      |
| 13   | ESP           | Josep Samitier     | FC Barcelona / Real Madrid | 4      | 5   |           |            |        | 9      |
| 15   | ESP           | Santiago Bernabéu  | Real Madrid                |        | 8   |           |            |        | 8      |
| 15   | ESP           | Jaime Lazcano      | Real Madrid                | 8      |     |           |            |        | 8      |
| 15   | CHI           | Iván Zamorano      | Real Madrid                | 4      | 2   | 2         |            |        | 8      |
| 15   | PAR           | Martínez           | FC Barcelona               | 2      | 5   |           |            | 1      | 8      |
| 15   | ESP           | Luis Suárez        | FC Barcelona               | 2      | 4   |           |            | 2      | 8      |
| 20   | ESP           | Pahiño             | Real Madrid                | 7      |     |           |            |        | 7      |
| 20   | ESP           | Pirri              | Real Madrid                | 6      | 1   |           |            |        | 7      |
| 20   | ESP           | Josep Escolà       | FC Barcelona               | 5      | 2   |           |            |        | 7      |
| 20   | ESP           | Sabino Barinaga    | Real Madrid                | 4      | 3   |           |            |        | 7      |
| 24   | ESP           | Luis Enrique       | Real Madrid / FC Barcelona | 6      |     |           |            |        | 6      |
| 24   | ESP           | Quini              | FC Barcelona               | 6      |     |           |            |        | 6      |
| 24   | ESP           | Zaldúa             | FC Barcelona               | 6      |     |           |            |        | 6      |
| 24   | BRA           | Ronaldo            | FC Barcelona / Real Madrid | 5      | 1   |           |            |        | 6      |
| 24   | BRA           | Evaristo           | FC Barcelona / Real Madrid | 5      |     |           |            | 1      | 6      |
| 24   | ESP           | Villaverde         | FC Barcelona               | 4      | 2   |           |            |        | 6      |
| 24   | ESP           | Bakero             | FC Barcelona               | 2      | 1   | 3         |            |        | 6      |

Bijgewerkt t/m 5 april 2023

## Overlopers
Door de enorme rivaliteit tussen FC Barcelona en Real Madrid worden spelers die van de ene naar de andere club vertrekken gezien als grote verraders. Zestien voetballers hebben het ooit gewaagd FC Barcelona te verruilen voor Real Madrid, zeven spelers maakten de omgekeerde weg. Daarnaast zijn er nog verschillende voetballers die tijdens hun loopbaan als profvoetballer bij beide clubs hebben gespeeld, maar de overstap niet direct maakten. Voorbeelden hiervan zijn Albert Celades, Gheorghe Hagi, Ronaldo Nazário, Alfonso Pérez, Robert Prosinečki, Samuel Eto'o en Ricardo Zamora.

### Van FC Barcelona naar Real Madrid
- 1906: Charles Wallace
- 1911: Alfonso Albéniz
- 1911: Arsenio Comamala
- 1932: Josep Samitier
- 1950: Alfonso Navarro
- 1961: Justo Tejada
- 1962: Evaristo de Macedo
- 1965: Fernand Goyvaerts
- 1988: Bernd Schuster
- 1990: Luis Milla
- 1992: Nando Muñoz
- 1994: Michael Laudrup
- 2000: Luís Figo
- 2002: Jordi López
- 2003: Roberto Trashorras
- 2007: Javier Saviola

### Van Real Madrid naar FC Barcelona
- 1905: Luciano Lizaraga
- 1946: José Canal
- 1965: Lucien Muller
- 1996: Luis Enrique
- 2001: Iago Falqué
- 2006: Jeffrey Hoogervorst
- 2007: Thaer Fayed Al-Bawab